# Empis laniventris
Empis laniventris är en tvåvingeart som beskrevs av Johann Friedrich von Eschscholtz 1822. Empis laniventris ingår i släktet Empis och familjen dansflugor. Inga underarter finns listade i Catalogue of Life.